# Östergötlands Läns Tidning
Östergötlands Läns Tidning var ett nyhets- och annonsblad för Norrköping och Östergötland utgiven i Linköping 1 december 1889 till 24 april 1890 samt i Norrköping 2 maj 1890 till 10 juli 1890. 

## Tryckning och utgivning
Tryckeri var Linköpings Lithografiska anstalt till och med 26 april 1890 och därefter i Norrköping på Länstidningens tryckeri. Tidningen trycktes med antikva och hade titelvinjett.
Tidningen kom ut tre dagar i veckan tisdagar, torsdagar och lördagar till 26 april 1890 och därefter sex dagar i veckan. Tidningen hade 4 sidor i folio med 6 spalter 54,5 x 39 cm satsyta till och med 14 juni 1890 och därefter 5 spalter med format 50 x 33 cm. Priset var 4 kr för en prenumeration.

## Redaktion
Utgivningsbevis för tidningen utfärdades för redaktören Carl Gustaf Albert Törnblom 18 november 1889  i Norrköping och 1 december i 1889 i Linköping. Redaktionssekreterare var E. V. Möller och medarbetare Erland Hellbom januari till april 1890, Axel Svartling, Hjalmar Wernberg, Karl Hall (korrekturläsare), och tillfälliga bidrag lämnades av läroverksadjunkten A. Sterner, redaktör A. V. Södergren och Henning Renberg.
Tidningen grundades av disponenten vid Linköpings Litografiska Anstalt J. G. Hedberg och sågverksdisponenten Oskar Göransson i Boxholm med flera. På våren 1890 blev ansvarige utgivaren Albert Törnblom oense med Hedberg, samt hyrde av Gumælius & C:o ett tryckeri.  I detta tryckeri förlagt till Norrköping tryckte han utan förläggarnas medgivande eller vederbörlig anmälan därom tidningen. I Norrköping var tidningen daglig till och med 10 juli 1890, då redaktionen inställde sitt arbete eftersom lönerna  under de sista månaderna inte utbetalats.
- Litteratur Örebro Dagblad 7 februari 1940  Dödsruna över förre medarbetaren Erland Hellbom som avlidit 75 år gammal.